# Alcides Ghiggia
Alcides Edgardo Ghiggia ['giʤːa] (* 22. Dezember 1926 in Montevideo; † 16. Juli 2015 in Montevideo oder Las Piedras) war ein uruguayisch-italienischer Fußballspieler. Sein nachhaltiger Ruhm beruht auf seiner entscheidenden Mitwirkung beim De-facto-WM-Finale von 1950. Er war der letzte noch lebende Spieler aus der uruguayischen Weltmeistermannschaft des Jahres 1950. Er spielte international sowohl für Uruguay als auch für die italienische Nationalmannschaft.
Ghiggia war Nachkomme von Einwanderern aus Sonvico in der Italienischen Schweiz. Er hatte italienische Großeltern. Der dribbelstarke Rechtsaußen, 1,69 m groß und 62 kg schwer, gilt als einer der weltbesten Außenstürmer der 1950er Jahre.

## Spielerkarriere

### Meister mit Peñarol
Ghiggia bildete zu Beginn seiner Karriere zunächst an der Seite von Óscar Omar Míguez den Angriff beim in Montevideo beheimateten Klub Sud América. 1948 wurde er ebenso wie die Nachwuchsspieler Juan E. Hohberg und Óscar O. Míguez in den Kader des uruguayischen Erstligisten Peñarol aufgenommen, wo er sich schon bald zum Stammspieler entwickelte. Bereits 1949 durfte er mit den Schwarzgelben seine erste Landesmeisterschaft feiern. Ein weiterer Titel sollte 1951 folgen. Einen Tiefpunkt erreichte seine Karriere, als er 1952 im Clásico dem Schiedsrichter einen Faustschlag versetzte und dafür eine Sperre von 15 Monaten erhielt.

### Wechsel nach Italien
Zu Beginn der Saison 1953/54 wechselte Ghiggia in die italienische Serie A zum AS Rom, wo er von 1957 bis 1960 auch Spielführer war. Mit den Giallorossi gewann er 1961 den Messepokal, den Vorläufer des UEFA-Pokals. Mit fast 35 Jahren war er dabei ältester Spieler seiner Mannschaft. An den beiden Finalspielen gegen Birmingham City nahm er aber nicht teil.
Für den AS Rom absolvierte er insgesamt 213 Spiele und erzielte dabei 19 Tore. Alle Torerfolge konnte er in seinen 201 Serie-A-Einsätzen verbuchen. Viermal (kein Tor) lief er in der Coppa Italia auf, acht Begegnungen bestritt er im Europapokal. Die beste Platzierung war dabei der dritte Rang von 1955.
1961 wechselte er noch für ein Jahr zum AC Mailand und wurde mit den Rossoneri Italienischer Meister. Insgesamt wurde er bei den "Rossoneri" nach Angaben des Vereins fünfmal in der Spielzeit 1961/62 eingesetzt. Die FIFA dagegen berichtet auf ihrer Internetseite von nur vier absolvierten Spielen. Nach nur einem Jahr verließ er den Verein wieder und kehrte nach Uruguay zurück.

### Rückkehr nach Uruguay und spätere Jahre
Nach seiner Rückkehr nach Montevideo spielte Ghiggia noch sechs Jahre für den Erstligisten Danubio FC, konnte aber dort keine neuen Titel sammeln. Schließlich beendete er 1968 im Alter von 41 Jahren seine Fußballerlaufbahn.

### Nationalmannschaften
Der Stürmer von Peñarol Montevideo wurde zur Legende des uruguayischen Fußballs, als er bei der Fußball-Weltmeisterschaft 1950 gegen Gastgeber Brasilien im entscheidenden Spiel vor rund 200.000 Zuschauern im Maracanã zehn Minuten vor Spielschluss das entscheidende Tor zum 2:1-Erfolg für Uruguay erzielte und damit den Gastgebern den sicher geglaubten Weltmeistertitel entriss. In der brasilianischen Folklore ist dieses Spiel bis heute noch als das „Maracanaço“ lebendig.
Im Verlauf dieser Weltmeisterschaft erzielte er in jedem Spiel einen Treffer. Diese vier Tore blieben seine einzigen Tore in insgesamt zwölf Länderspielen für Uruguay, die er von seinem Debüt am 6. Mai 1950 bis zum 16. April 1952 absolvierte.
Nachdem er 1957 in Italien eingebürgert worden war, spielte er zwischen 1957 und 1959 auch für die Italienische Fußballnationalmannschaft. Drei Länderspiele absolvierte er im Rahmen der Qualifikation zur Fußball-Weltmeisterschaft 1958 in Schweden. Dabei konnte sich Italien aber zum ersten Mal nicht für ein WM-Turnier qualifizieren. In seinen insgesamt fünf Länderspielen für Italien erzielte er einen Treffer.
Auch Ghiggias Weltmeisterkollege Juan Schiaffino, der in jenem denkwürdigen Spiel gegen Brasilien den 1:1-Ausgleich erzielte, spielte nach seinem Wechsel zum AC Mailand für die Nationalelf Italiens.

### Erfolge
- Weltmeister: 1950
- Uruguayischer Meister: 1949, 1951
- Italienischer Meister: 1962
- Messepokal: 1961

## Nach der Karriere

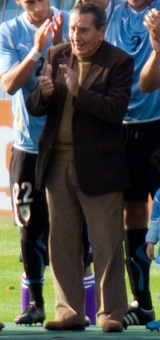
Alcides Ghiggia (2011)

1980 trainierte er kurzzeitig Peñarol. Zur Eröffnungsfeier der Fußball-Weltmeisterschaft 2006 in Deutschland wurden sämtliche noch lebende Fußball-Weltmeister nach München eingeladen. Ghiggia war bei dieser Veranstaltung der älteste anwesende Weltmeister. Zu seinem 80. Geburtstag am Ende desselben Jahres wurde er unter anderem im Parlament von Uruguay geehrt und auch mit einer Sonderbriefmarke mit der Aufschrift „Ghiggia bewegte uns zu Tränen“ (Ghiggia nos hizo llorar) bedacht.
Am 12. Dezember 2009 kehrte Alcides Ghiggia noch einmal nach Rio de Janeiro ins Maracanã-Stadion zurück. Diesmal wurde er als Freund empfangen und als erst sechster ausländischer Fußballer, nach beispielsweise dem Portugiesen Eusébio und dem Deutschen Franz Beckenbauer, mit einem persönlichen Fußabdruck auf dem Stadiongelände, auf der Calçada da Fama, geehrt. 2010 wurde er mit dem FIFA-Verdienstorden ausgezeichnet.
Am 13. Juni 2012 wurde Ghiggia nach einem Unfall auf der Ruta 5 mit schweren Verletzungen ins Krankenhaus eingeliefert und in ein „künstliches Koma“ versetzt. Nach Angaben seines Sohnes Arcadio wurden Ghiggias Ehefrau und deren Schwester bei dem Unfall ebenfalls verletzt. Ghiggia berichtete später, dass er sich bei dem Unfall unter anderem die Hüfte brach, die jedoch nicht operiert werden musste. Er erholte sich wieder so weit, dass er auf Einladung der FIFA als Akteur an der Auslosung der Weltmeisterschaftsspiele 2014 teilnehmen konnte.
In seinen letzten Lebensjahren lebte er in Las Piedras. Am 16. Juli 2015, dem 65. Jahrestag des Maracanaço, verstarb er um 18:30 Uhr Ortszeit im Alter von 88 Jahren an einem Herzinfarkt. Nach Angaben seines Sohns Arcadio Ghiggia verfolgte Alcides Ghiggia, nachdem er kurz zuvor wegen Rückenbeschwerden ins Krankenhaus eingeliefert worden war, im Augenblick seines Ablebens die Wiederholung der Copa-Libertadores-Partie UANL Tigres gegen SC Internacional.

## Trivia
Für Roberto Muylaert, den Biographen des brasilianischen Torhüters Moacyr Barbosa, ist der Schwarz-Weiß-Film des entscheidenden Tores von Ghiggia bei der WM 1950 vergleichbar mit Abraham Zapruders Zufallsbildern von Dallas. Das Tor und der Gewehrschuss, der John F. Kennedy tötete, hätten „die gleiche Dramatik […] die gleiche Bewegung, den Rhythmus […] die gleiche Präzision einer unaufhaltsamen Flugbahn.“ Sie hätten sogar den aufgewirbelten Staub gemeinsam – einmal von einem Gewehr, das andere Mal von Ghiggias linkem Fuß.
Moacyr Barbosa, der oft für die Niederlage und insbesondere Ghiggias Tor verantwortlich gemacht wurde, litt noch lange unter den Nachwirkungen. Kurz vor seinem Tod gab er im Jahr 2000 ein Interview, in dem er sagte: „Die höchste Strafe in Brasilien sind 30 Jahre Haft. Aber ich büße nun schon 50 Jahre für etwas, das ich nicht einmal begangen habe.“

## Zitat
„Nur drei Menschen haben mit einer einzigen Bewegung das Maracanã zum Schweigen gebracht: der Papst [Johannes Paul II.], [Frank] Sinatra und ich.“